# هنري كوبر (ملاكم بريطاني)
هنري كوبر (بالإنجليزية: Henry Cooper)‏ مواليد 3 مايو 1934 في لندن - الوفاة 1 مايو 2011 في سري، إنجلترا، كان ملاكم بريطاني سابق صنّف ضمن فئة الوزن الثقيل. سبق أن شارك في دورة الألعاب الأولمبية الصيفية.

## إحصائيات
خاض خلال مسيرته 55 نزالا، فاز في 40 وتعادل في 1 وخسر في 14. فاز بالضربة القاضية في 27 نزالا.

## روابط خارجية
- هنري كوبر على موقع IMDb (الإنجليزية)
- هنري كوبر على موقع ميوزك برينز (الإنجليزية)
- هنري كوبر على موقع قاعدة بيانات الفيلم (الإنجليزية)
- هنري كوبر على موقع بوكس ريك (الإنجليزية) (registration required)
- هنري كوبر على موقع اللجنة الأولمبية الدولية (الإنجليزية)
- هنري كوبر على موقع أوليمبيديا (الإنجليزية)
- هنري كوبر على موقع اللجنة الأولمبية البريطانية (الإنجليزية)